# Thurnham (Lancashire)
Thurnham est une paroisse civile du Lancashire, en Angleterre.